# Puchar Litwy w piłce siatkowej mężczyzn (2021)
Puchar Litwy w piłce siatkowej mężczyzn 2021 (lit. 2021 LTF Vyrų Didžioji Taurė) – rozgrywki o siatkarski Puchar Litwy zorganizowane przez Litewski Związek Piłki Siatkowej (Lietuvos tinklinio federacija, LTF). Zainaugurowane zostały 6 listopada 2021 roku. Brało w nich udział 7 klubów.
Rozgrywki składały się z fazy kwalifikacyjnej, półfinałów, meczu o 3. miejsce oraz finału.
Finał oraz mecz o 3. miejsce odbyły się 18 grudnia 2021 roku w Kielmach. Po raz czwarty Puchar Litwy zdobył Amber-Arlanga Gorżdy, który w finale pokonał klub Sūduva Mariampol. Trzecie miejsce zajął zespół RIO-Startas Kowno. MVP finału wybrany został Artūras Vincėlovičius.

## System rozgrywek
Puchar Litwy 2021 składał się z fazy kwalifikacyjnej, półfinałów oraz turnieju finałowego, w ramach którego rozegrano mecz o 3. miejsce i finał.
Przed rozpoczęciem rozgrywek odbyło się losowanie, które wyłoniło pary fazy kwalifikacyjnej oraz na podstawie którego powstała drabinka turniejowa. Ze względu na nieparzystą liczbę zgłoszonych drużyn, jeden zespół otrzymał wolny los.
We wszystkich rundach rywalizacja toczyła się systemem pucharowym, a o awansie decydowało jedno spotkanie.

## Drużyny uczestniczące
| Mistrzostwa Litwy (4 drużyny) | Mistrzostwa Litwy (4 drużyny) |
| ----------------------------- | ----------------------------- |
| Amber-Arlanga Gorżdy          | 1. miejsce                    |
| Elga-Master Idea SM Dubysa    | faza kwalifikacyjna           |
| RIO-Startas Kowno             | 3. miejsce                    |
| Sūduva Mariampol              | 2. miejsce                    |
| I lyga (3 drużyny)            |                               |
| Kelmė                         | 4. miejsce                    |
| Lušis Volley Rosienie         | faza kwalifikacyjna           |
| Panevėžio agrochemija-SC      | faza kwalifikacyjna           |

## Rozgrywki

### Faza kwalifikacyjna
| 06.11.2021 16:00 (UTC+2) | Amber-Arlanga Gorżdy | 3:0 (25:16, 25:17, 25:19) | Lušis Volley Rosienie | VPK sporto salė, Gorżdy Widzów: 30 Sędziowie: Vusal Guseinov i Eugenijus Kundrotas |

| 06.11.2021 13:00 (UTC+2) | Panevėžio agrochemija-SC | 0:3 (17:25, 21:25, 19:25) | Kelmė | Panevėžio sporto centras, Poniewież Widzów: 30 Sędziowie: Dainius Kučinskas i Zbigniev Sinkevič |

| 06.11.2021 17:00 (UTC+2) | RIO-Startas Kowno | 3:0 (25:17, 25:22, 25:19) | Elga-Master Idea SM Dubysa | Sporto mokyklos Startas, Kowno Widzów: 50 Sędziowie: Sergej Rodin i Audrius Gargasas |

|  | Sūduva Mariampol | wolny los |  |  |

### Półfinały
| 11.12.2021 17:00 (UTC+2) | Amber-Arlanga Gorżdy | 3:0 (25:14, 25:16, 25:11) | Kelmė | VPK sporto salė, Gorżdy Widzów: 47 Sędziowie: Audrius Gargasas i Vusal Guseinov |

| 12.12.2021 14:00 (UTC+2) | RIO-Startas Kowno | 2:3 (15:25, 14:25, 25:23, 25:21, 11:15) | Sūduva Mariampol | Sporto mokyklos Startas, Kowno Widzów: 74 Sędziowie: Sergej Rodin i Audrius Gargasas |

### Mecz o 3. miejsce
| 18.12.2021 14:00 (UTC+2) | Kelmė | 1:3 (25:23, 21:25, 19:25, 25:27) | RIO-Startas Kowno | Kelmės sporto centras, Kielmy Widzów: 120 Sędziowie: Sergej Rodin i Dainius Kučinskas |

### Finał
| 18.12.2021 17:00 (UTC+2) | Amber-Arlanga Gorżdy | 3:1 (25:23, 25:20, 22:25, 25:17) | Sūduva Mariampol | Kelmės sporto centras, Kielmy Widzów: 100 Sędziowie: Audrius Gargasas i Darius Barauskas |